# ドド・グリーン
ドド・グリーン（Dodo Greene、1924年1月18日 - 2006年7月21日）は、1960年代に2枚のアルバムをリリースし海外をツアーする前に、バッファローや、東海岸、シカゴのクラブやコンサート会場で活動したアメリカのジャズ・ボーカリスト。

## 略歴
ドド・グリーンは、1924年にニューヨーク州バッファローで生まれ、幼い頃から歌い始め、後にコージー・コールのバンドのボーカリストとして参加する機会を与えられ、音楽のキャリアを追求するようになった。
1959年、彼女はニューヨークに移り、ウィンター・ガーデン・シアターにおけるキャブ・キャロウェイのレヴューに出演し、タイム・レコードからファースト・アルバム『エイント・ホワット・ユー・ドゥー』をレコーディングした。1962年にはブルーノートと契約し、レーベルでリリースされた初の女性ボーカリストとなったが、1枚のアルバム『マイ・アワー・オブ・ニード』を発表しただけで、別のレコードをリリースすることはなかった。
グリーンはバッファローに戻り、1997年にバッファロー音楽の殿堂入りを果たし、2000年代初頭まで演奏を続けた。

## ディスコグラフィ

### スタジオ・アルバム
- 『エイント・ホワット・ユー・ドゥー』 - Ain't What You Do (1959年、Time)
- 『マイ・アワー・オブ・ニード』 - My Hour Of Need (1962年、Blue Note)